# Abutilon eremitopetalum
A Abutilon eremitopetalum  é uma planta Malvales da família Malvaceae. Ocorre em florestas e matagais no Havaí, EUA. É endêmica da ilha, contém aproximadamente uma população de 100 indivíduos em 2003, precisando portanto de atualização neste e nos demais dados da espécie. Tal população vem decaindo, devido principalmente as secas, introdução de gado, ovelhas, veados e espécies de plantas exóticas invasoras. 